# Dobsonia emersa
Dobsonia emersa is een vleermuis uit het geslacht Dobsonia die voorkomt op de eilanden Biak, Supiori en Owi ten noorden van Nieuw-Guinea. Op het nabijgelegen eiland Numfor komt een verwante, onbeschreven soort voor. Die soort is algemener dan D. emersa zelf, waarschijnlijk omdat D. beauforti niet voorkomt op Numfor. Beide soorten gebruiken vaak grotten om in te slapen.
D. emersa is een kleine soort met een donkerbruine vacht en kleine, smalle tanden. De kop-romplengte bedraagt 158 tot 170 mm, de staartlengte 24,0 tot 27,0 mm, de voorarmlengte 112,4 tot 119,4 mm, de tibialengte 53,0 tot 55,1 mm, de oorlengte 26,1 tot 28,1 mm en het gewicht 178 tot 218 mm.